# Arthur Havemeyer
Arthur Havemeyer (Brick Church, 8 marzo 1882 – Boston, 17 novembre 1955) è stato un golfista statunitense.

## Carriera
Havemeyer partecipò al torneo individuale ai Giochi olimpici di Saint Louis 1904, in cui fu sconfitto agli ottavi di finale da Mason Phelps.
Era fratello del golfista Raymond Havemeyer, partecipante alla stessa Olimpiade.